# Comité d'études
Le Comité d'études est une structure de réflexion (on dirait aujourd'hui un « laboratoire d'idées » ou think tank) qui fut créée par la France en février 1917 afin de participer à l'élaboration de ses buts de guerre pendant la Première Guerre mondiale.
Il fut constitué sous l'impulsion d'Aristide Briand, Président du Conseil et Ministre des affaires étrangères, par le député de Paris Charles Benoist et eut comme président l'historien Ernest Lavisse. Le géographe Paul Vidal de la Blache fut son premier vice-président, il fut remplacé à sa mort par Charles Benoist. Au cours de ces deux années et demie d'activité, le Comité d'études remit aux autorités françaises près de soixante mémoires traitant des futures frontières orientales de la France (Alsace, Lorraine, Sarre, Rive gauche du Rhin, Luxembourg), de ses alliés en Europe (Belgique, Tchécoslovaquie, Yougoslavie, Italie, Pologne, Roumanie, Grèce) et du Proche-Orient (Anatolie, Syrie, Arménie). Comme demandé par Briand, l'ensemble des rapports furent réalisés dans l'optique d'une victoire militaire de la France.

## Des universitaires, membres du Comité d'études
Aristide Briand donna à Benoist une entière latitude pour recruter les membres du Comité. Il appela à ses côtés des universitaires, parmi les plus éminents professeurs de la Sorbonne, de l'École Normale Supérieure ou du Collège de France.

### Les membres en 1917
Sur les seize membres initiaux du Comité d'études, il y a dix historiens :
- Alphonse Aulard,
- Ernest Babelon,
- Émile Bourgeois,
- Arthur Chuquet,
- Ernest Denis,
- Camille Jullian,
- Ernest Lavisse,
- Christian Pfister,
- Charles Seignobos,
- Antonin Debidour (qui décéda avant la première séance. Il fut remplacé par Émile Haumant),

trois géographes : 
- Paul Vidal de la Blache,
- Emmanuel de Martonne,
- Lucien Gallois,

et un économiste : Christian Schefer.
Le Comité compta également deux autres personnalités, son créateur Charles Benoist, par ailleurs professeur à l'École libre des sciences politiques et un militaire, sans doute imposé par l'état major français, le général Robert Bourgeois, géographe et directeur du Service géographique de l'Armée.

### Les membres agrégés en 1918 et 1919
Dix-huit nouveaux membres s'agrégèrent au gré des besoins d'expertise spécifique : 
deux économistes :
- Maurice Alfassa,
- Lucien Romier,

six historiens :
- Philippe Sagnac,
- Charles Diehl,
- Paul Masson,
- Jules-Eugène Pichon,
- Louis Eisenmann,
- Louis Hautecoeur,

cinq géographes : 
- Albert Demangeon,
- Maurice Fallex,
- Augustin Bernard,
- Jean Brunhes,
- Georges Chabot,

cinq linguistes :
- Antoine Meillet,
- Paul Boyer,
- Henri Grappin,
- Paul Verrier,
- Hubert Pernot.

## Fonctionnement du Comité d'études
Le Comité d'études choisit ses thèmes d'analyse en fonction de la feuille de route du ministre (travailler sur les  frontières françaises et européennes issues d'une guerre victorieuse), des urgences (les frontières de la France furent  abordées avant celles des autres États européens), des connaissances et des appétences de chacun de ses membres.
Du fait de la prédominance des historiens, les études de sciences historiques furent les plus nombreuses, suivies par celles de géographie (physique, mais surtout humaine, économique et géopolitique), d'économie et de stratégie. 
Les membres du Comité se partagèrent la réalisation des mémoires qui, une fois produits, furent pour la plupart étudiés et discutés lors des séances plénières de travail avant d'être publiés. 

## Publications
La publication, réalisée par l'Imprimerie nationale, débuta en 1918 avec un premier tome consacré aux frontières du Nord et du Nord-Est de la France qui fut suivi en 1919 d'un second, consacré aux frontières européennes. La plupart des mémoires furent par ailleurs publiés sous la forme de tiré à part. L'ensemble des épreuves furent tirés à cinq cents exemplaires qui connurent une diffusion confidentielle, fortement restreinte par le Ministère des Affaires étrangères. Chacun des deux tomes fut accompagné d'un atlas grand format ex folio. Quelques mémoires supplémentaires ne furent pas publiés. Ces travaux furent également distribués Outre-Atlantique, et les réflexions du Comité d'études étaient connus notamment par les collègues géographes américains de De Martonne. 

## Un rôle mineur dans l'élaboration des traités par la France
Malgré l'importance de la tâche accomplie par le Comité d'études, ses travaux et conclusions furent peu reprises par les autorités françaises chargées de la négociation des traités consécutifs à l'armistice du 11 novembre 1918. Parmi les principales raisons on peut noter :
- le fait que les positions souvent défendues par le Comité d'études étaient maximalistes au regard des nécessaires compromis que la délégation française à la Conférence de la paix eut à négocier. Concernant les frontières de la France, on peut citer la récupération de l'Alsace et de la Lorraine dans leurs frontières de 1814 (plus favorables que celles du traité de Vienne de 1815), la récupération de la Sarre par une quasi-annexion, l'occupation militaire de l'ensemble de la rive gauche du Rhin et de têtes de pont sur la rive droite, une certaine proximité avec les tenants de l'idée d'annexion du duché du Luxembourg ;

- le fait que nombre des membres de ce comité, créé par Briand, était proche de Raymond Poincaré, Président de la République[7]. Cette proximité ne pouvait être vu que d'un mauvais œil par Georges Clemenceau, adversaire politique de ces deux derniers[8], Président du Conseil depuis la fin de l'année 1917 et qui fut chargé de la négociation du traité de Versailles avec l'Allemagne, du traité de Saint-Germain-en-Laye avec l'Autriche, du traité de Trianon avec la Hongrie et le traité de Neuilly avec la Bulgarie ;

- le fait que Clemenceau centralisa autour de lui et de son bras droit André Tardieu la négociation des traités, ce qui laissa peu de place à des structures ou des personnalités extérieures à ce cercle restreint et fermé.

Quelques travaux du Comité d'études servirent toutefois à la délégation française. Dans son ouvrage retraçant l'action de la délégation française au cours de la Conférence de Paris, André Tardieu rendit hommage à Lucien Gallois et à son rapport sur le bassin houiller de la Sarre qui servit, dit-il, de base à l'élaboration des positions de la France. Par ailleurs, plusieurs des membres du Comité furent conviés à participer au comité consultatif de la délégation française qui réunit ces universitaires et des membres du Quai d'Orsay sous la direction d'André Tardieu. 

### Le secrétariat du Comité d'études
Dès sa création, le Comité d'études se dota d'un secrétariat chargé de l'organisation des séances, du recollement des mémoires, de leur correction et de leur publication. Le géographe Emmanuel de Martonne en fut chargé et lui fut adjoint son collègue Albert Demangeon.
À la fin de l'année 1918, André Tardieu profita des services de ce secrétariat afin de permettre à la délégation française de disposer d'une structure capable de répondre rapidement à des demandes d'analyses, de mémoires ou de cartes. Ce secrétariat fut alors installé dans des locaux proches du Quai d'Orsay et doté de moyens matériels et humains. De Martonne fit appel à de jeunes collègues agrégés afin de constituer son équipe : Jules Blache, Louis Hautecoeur, Georges Chabot. Le secrétariat du Comité acquis alors une certaine autonomie propre par rapport au Comité d'études, au plus grand bénéfice de la délégation française, mais aussi de la Conférence de la paix qui put y avoir recours.

### Participation aux commissions de la Conférence de la paix
Parallèlement, Emmanuel de Martonne fut chargé par Tardieu de participer aux séances de commissions et de sous-commissions de la Conférence de la paix (commission des affaires roumaines et yougoslaves ainsi que sa sous commissions, commission des affaires polonaises ainsi que sa sous-commission, commissions réunies des affaires tchécoslovaques et des affaires polonaises Comité central des questions territoriales) en tant qu'expert et parfois en tant que représentant français. Dans les deux cas, sa mission était de convaincre du bien-fondé des positions françaises, en tant que géographe, spécialiste des régions concernées.
Si de Martonne fit partie intégrante du dispositif français, d'autres membres du Comité d'études purent ponctuellement participer en tant qu'experts aux commissions de la Conférence de la paix. Il s'agit d'Ernest Denis et d'Emile Haumant concernant les frontières orientales de la Pologne.

## Un Comité occulté
Le Comité d'études disparut longtemps de la mémoire collective, politique et savante du fait du faible usage qui fut fait de ses travaux, du résultat final des frontières, considérées comme mauvaises, mais aussi du fait de la disparition de ses archives propres. Cette activité de géographie appliquée était cependant relativement connue de la communauté des géographes d'Entre-deux-guerres, français (De Martonne n'en faisait pas mystère) comme européens (Cvijic, Romer) et américains (Bowman, Johnson) qui avaient participé à ses travaux ou avaient eu l'occasion d'en lire certains. En 1963, Lawrence Gelfand y fait directement allusion pour le comparer à son équivalent américaine, l’Inquiry. En 1972, Georges Chabot décrit ouvertement son travail au sein du Comité d'Études dans un volume d'hommages à Meynier. Il fut cependant largement redécouvert à partir du début des années 1990 et réellement analysés dans le détail au milieu de cette même décennie. On doit cette mise au jour à des historiens, tel Jacques Bariéty qui aborda la question dans ses séminaires à la Sorbonne et dans plusieurs articles. À cette même période, d'autres historiens travaillent sur ce Comité, tels Taline Ter Minassian et Olivier Buirette. La création, le fonctionnement et le rôle du Comité d'études ont fait l'objet d'une monographie publiée par Olivier Lowczyk, complétée la même année par la thèse de Nicolas Ginsburger, qui en publie les comptes-rendus de séances et l'étudie également à travers de nouvelles sources, notamment américaines. Les comptes-rendus des séances ont été édités en 2015 par la Société de géographie de Paris. Des géographes s'y intéressent également : Yves Lacoste y fait allusion dans son introduction de la réédition de La France de l'Est de Paul Vidal de la Blache, de même que Jean-Louis Tissier et Emmanuelle Boulineau, ou encore Denis Wolff pour l'action spécifique de Demangeon et Gaëlle Hallair pour De Martonne.

## Plans des travaux du Comité d'études

### Le premier tome,L’Alsace-Lorraine et la frontière du Nord-Est
Introduction (p. 1)
- I. La formation de l’Alsace-Lorraine, par E. Lavisse et Ch. Pfister (p. 3)

- II. Les variations de la Frontière du Nord et du Nord-Est depuis 1789, par L. Gallois (p. 41)

Première partie, La frontière d’alsace lorraine (p. 57)
- I. La frontière entre l’Alsace et le Palatinat, par C. Pfister (p. 59)
- II. La frontière de la Sarre, par P. Vidal de la Blache (p. 77)
- III. Le bassin houiller de Sarrebruck, étude économique et politique, par L. Gallois (p. 103)

Deuxième Partie, La question du Luxembourg (p. 151)
- I. La condition politique du Grand-Duché de Luxembourg, par Babelon (p. 153)
- II. Industries métallurgiques du Luxembourg, par L. Gallois (p. 177)

Troisième partie, Questions économiques (p. 193)
- I. La frontière économique du Nord-Est, par C. Schefer (p. 195)
- II. Le fer et la houille, par M. Alfassa (p. 207)
- III. les industries textiles par L. Romier (p. 217)
- IV. Les mines de potasse de la Haute-Alsace, par L. Gallois (p. 227)
- V. Conclusions économiques, par C. Schefer (p. 237)

Quatrième partie, Le Rhin fleuve international (p. 243)
- I. Neutralité et liberté de navigation du Rhin, étude historique, par E. Bourgeois (p. 245)
- II. Conditions physiques et économiques de la navigation rhénane, par E. de Martonne (p. 267)
- III. L’utilisation du Rhin comme force motrice, par L. Gallois (p. 299)

Cinquième Partie, Questions stratégiques (p. 305)
- I. La frontière militaire du Nord et du Nord est par R. Bourgeois (p. 307)
- II. Le Rhin, frontière militaire, par le général Bourgeois (p. 329)

Sixième Partie, Les populations rhénanes (p. 341)
- I. Les populations rhénanes dans l’Antiquité, par C. Jullian (p. 343)
- II. Le sort des pays rhénans depuis les invasions barbares jusqu’à la Révolution, par Ch. Pfister (p. 355)
- III. L’esprit public dans les pays rhénans après 1815, par P. Sagnac (p. 373)
- IV. L’opinion publique dans les pays rhénans après 1815 par E. Denis (p. 393)
- V. La vie publique en Alsace-Lorraine depuis 1871 par le général Bourgeois et Ch. Pfister (p. 415)

Séance de clôture (p. 445)

### Le second tome,Questions européennes
Première partie, La Belgique (p. 1)
- I. La frontière franco-belge, par L. Gallois (p. 3)
- II. La frontière orientale du Royaume de Belgique, par E. Bourgeois (p. 9)
- III. Le port d’Anvers, par A. Demangeon (p. 31)

Deuxième partie, Le Slesvig (p. 83)
- La question du Slesvig, par M. Verrier (p. 85)

Troisième partie, La Tchéco-Slovaquie (p. 103)
- I. Les frontières de l’État tchéco-slovaque par J.E. Pichon (p. 105)
- II. Les Allemands de Bohême et de Moravie, par J.E. Pichon (p. 125)

Quatrième partie, Pologne et Russie (p. 145)
- I. Les frontières de l’État polonais, par M. Fallex (p. 147)
- II. Le recensement en Autriche-Hongrie, par J.E. Pichon (p. 195)
- III. La répartition des polonais d’après les élections des Assemblées représentatives (p. 205); La Silésie autrichienne et Galice, par J.E. Pichon (p. 207) ; Pologne prussienne, par L. Eisenmann (p. 213)
- IV. La question juive sur le territoire de la Pologne historique, E. Denis. (p. 223)
- V. La propriété foncière sur le territoire de la Pologne historique, par H. Grappinp (p. 245)
- VI. Le problème de la Galicie orientale, par L. Hautecoeur (p. 285)
- VII. La question de Dantzig, par G. Chabot (p. 313)
- VIII. Pologne et Lithuanie, par A. Meillet (p. 329)
- IX. La nation lettone, par C. Seignobos (p. 341)
- X. Le problème ukrainien, par E. Haumant (p. 355)

Cinquième partie : Question adriatique, Yougo-slavie, Roumanie (p. 381)
- I. Les revendications italiennes, par Ch. Benoist (p. 383)
- II. La question adriatique au point de vue des Yougo-slaves, par E. Haumant (p. 431)
- III. Conditions physiques et économiques, par de Martonne (p. 459)
- IV. La question de Macédoine par E. Haumant (p. 485)
- V. le port de Salonique, par L. Gallois (p. 501)
- VI. Indépendance et limites possibles de l’Albanie, par J. Brunhes (p. 513)
- VII. la frontière septentrionale de l’État yougoslave, par E. Haumant (p. 531)
- VIII. La question du Banat, par E. de Martonne (p. 553)
- IX. La Transylvanie, E. de Martonne (p. 579)
- X. La Bessarabie, par E. de Martonne (p. 625)
- XI. La Dobroudja, par E. de Martonne (p. 643)
- XII. Liberté et neutralité de navigation du Danube, par E. Bourgeois (p. 663)

Sixième Partie – Turquie d’Europe et d’Asie (p. 683)
- I. Constantinople et la question des détroits, par C. Diehl (p. 685)
- II. Constantinople et les détroits, leur rôle économique, par P. Masson (p. 709)
- III. Formation territoriale d’un État international des détroits, par A. Demangeon (p. 751)
- IV. Smyrne et l’hellénisme en Asie Mineure, par P. Masson (p. 775)
- V. La question arménienne, par A. Meillet (p. 825)
- VI. Les populations de la Syrie, par A. Bernard (p. 845)